# Арефьев, Евгений Парфирьевич
Евгений Парфирьевич (Порфирьевич) Арефьев (20 ноября 1938, д. Абрамовка, Орехово-Зуевский район, Московская область — 4 декабря 2020) — советский и российский государственный деятель. Заместитель руководителя Аппарата правительства Российской Федерации в 1991―1998 и 2000―2003 гг. Действительный государственный советник Российской Федерации 1 класса, кандидат экономических наук.

## Биография
Родился 20 ноября 1938 года в деревне Абрамовка, Орехово-Зуевский район, Московская область.
В 1962 году окончил Московский энергетический институт по специальности «радиоинженер», Высшие экономические курсы при Госплане СССР в 1975 году и Академию общественных наук при ЦК КПСС в 1987 году. Имел учёную степень кандидата экономических наук.
В 1963—1967 гг. был инженером и старшим инженером конструкторского бюро Министерства радиопромышленности СССР. В 1967—1973 гг. — начальник лаборатории, начальник отдела, заместитель начальника отделения в Главном вычислительном центре Министерства судостроительной промышленности СССР, был главным конструктором автоматизированной системы.
В 1973—1980 гг. — советник по науке, заместитель начальника Отдела совершенствования методов, структуры и процессов управления в народном хозяйстве Главного управления вычислительной техники и систем управления Госкомитета Совета Министров СССР по науке и технике. В 1980—1984 гг. — уполномоченный представитель Госкомитета СССР по науке и технике в Монгольской Народной Республике. В 1984—1986 гг. — заведующий сектором Всесоюзного научно-исследовательского института проблем организации и управления. В 1986—1988 гг. — заведующий сектором, заместитель заведующего Экономическим отделом Аппарата Совета Министров РСФСР. В 1988—1991 гг. — заведующий сектором отдела Аппарата Совета Министров СССР, первый заместитель заведующего отделом Аппарата Государственной комиссии Совета Министров СССР по экономической реформе.
В 1991—1998 гг. — заместитель руководителя Аппарата правительства Российской Федерации. В 1998—1999 гг. — советник и заместитель генерального директора акционерного общества «Росгосстрах». С июня 1999 по октябрь 2000 года — первый заместитель руководителя Аппарата Правительства РФ. С октября 2000 г. — снова заместитель руководителя Аппарата Правительства РФ. Был освобождён от этой должности в августе 2003 года в связи с достижением предельного возраста нахождения на государственной службе.
Был участником Конституционного совещания по подготовке проекта Конституции России в 1993 году.
Владел английским и немецким языками.
Был женат, имел сына и дочь.
Преподавал в НИУ ВШЭ на кафедре государственной и муниципальной службы.

### Награды
Имел почётное звание «Заслуженный экономист Российской Федерации». Был награждён различными медалями СССР и РФ (в том числе орденом «За заслуги перед Отечеством» IV степени), иностранными наградами, Почетной грамотой Правительства РФ.